# Palaeomicroides obscurella
Palaeomicroides obscurella là một loài bướm đêm thuộc họ Micropterigidae. Nó được Issiki miêu tả năm 1931. Nó được tìm thấy ở Đài Loan.
Chiều dài cánh trước là 4.3 mm đối với con đực và 4.7-4.9 mm đối với con cái.